# Cristina, regina di Svezia
Cristina, regina di Svezia és una òpera en cinc parts i tres actes composta per Jacopo Foroni. El llibret en italià de Giovanni Carlo Casanova es basa lliurement en els esdeveniments que envolten l'abdicació de Cristina de Suècia el 1654. L'òpera es va estrenar el 22 de maig de 1849 a Teatre Mindre d'Estocolm.
Foroni és un compositor pràcticament desconegut i la clau pot estar en la seva prematura mort de còlera a Estocolm, on s'havia fet càrrec de la companyia d'òpera italiana el 1849, presentant les seves credencials aquest mateix any amb aquesta òpera sobre la vida tumultuosa de la reina Cristina de Suècia. Si es té en compte aquest treball, hauria pogut ser un digne rival de Verdi com a hereu de Donizetti, tot i que potser el seu desig de sortir d'Itàlia suggereix que el seu temperament estava en una altra part.
En efecte, hi ha un difícil de definir tint nòrdic en alguna cosa d'aquesta música, que encara que ple de vitalitat italiana revela que Foroni va ser una figura cosmopolita, conscient de la tradició simfònica del nord dels Alps. Hans Christian Andersen va assistir a l'estrena amb entusiasme, però, l'òpera ràpidament va desaparèixer i va haver d'esperar fins al 2007 per al seu primer renaixement modern a Vadstena. El 2013 hi va haver una producció del Wexford Festival Opera i el 2016 a Oldenburg.
L'abdicació de la reina Cristina el 1654, la seva conversió al catolicisme després de la Guerra dels Trenta Anys i l'exili a Roma van causar escàndol, i les seves activitats intel·lectuals i la decisió de no casar-se mai van deixar de fascinar. A més d'inspirar una obra de Strindberg i la pel·lícula protagonitzada per Greta Garbo, la vida de Cristina també ha aparegut en una altra òpera del compositor modern suec Hans Gefors.